# Элбоу (река)
Элбоу — река в южной части Альберты, Канада. Берёт начало в Канадских Скалистых горах. Впадает в реку Боу в городе Калгари.
Длина 120 км, площадь бассейна 1200 км².
Река Элбоу популярна среди спортсменов, занимающихся греблей. Наиболее известные места — запруды Аллен Билл и Незабудь-меня (англ. Forgetmenot), а также Водопады Элбоу.
Уровень воды в Элбоу крайне изменчив. В июне 2005 года река вышла из берегов, вызвав самое крупное за последние 200 лет наводнение (по оценке правительства Альберты). Поток хлынул через дамбу, более 1500 жителей Калгари, проживающих в зоне затопления, было эвакуировано.

## География
Река берёт начало в озере Элбоу, расположенном в Elbow-Sheep Wildland Provincial Park в Канадских Скалистых горах, и протекает через предгорья к деревне Брэгг-Крик. Элбоу пересекает Alberta Highway 22 и достигает сельского поселения Спрингбэнк и индейской резервации к западу от Калгари. В черту города река попадает через искусственную дельту и водохранилище Гленмур, один из двух источников питьевой воды Калгари. Затем река поворачивает на север, протекая через жилые районы к центру города, пересекает Маклауд-Трэйл, течёт мимо стадиона Калгарийского Стампида и впадает в реку Боу к западу от Зоопарка Калгари.
Форт Калгари (опорный пункт конной полиции, с которого началось заселение местности) находится в месте впадения Элбоу в Боу.
Река имеет длину 120 км и площадь бассейна более 1200 км². Начинаясь на перевале Элбоу на высоте около 2100 м, в устье река имеет уклон около 1 % в месте впадения в Боу на высоте 1040 м.
Река протекает вблизи горы Элпока — первые две буквы её названия взяты из названия реки Элбоу.

## Притоки
- Ручей Айрон (англ. Iron Creek)
- Ручей Брэгг (англ. Bragg Creek)
- Ручей Харрис(англ. Harris Creek)
- Ручей Праймз (англ. Primez Creek)
- Ручей Миллбёрн (англ. Millburn Creek)
- Ручей Спрингбэнк (англ. Springbank Creek)
- Ручей Каллен (англ. Cullen Creek)
- Ручей Мэй (англ. May Creek)
- Ручей Лотт (англ. Lott Creek)

## Галерея
- Озеро Элбоу
- Верхнее течение у перевала
- Водохранилище Гленмур в Калгари
- Слияние с рекой Боу